# Герб Монреаля
Герб Монреаля — официальный символ города Монреаль, наравне с флагом и логотипом.

## История создания
Первые наброски герба были сделаны первым мэром Монреаля Жаком Виже ещё в 1833 году. Однако тем наработкам не был придан официальный статус. Потом к идее герба города вернулись лишь через 105 лет, в 1938 году. Слегка изменённый проект стал официальным символом Монреаля. Годом позже, в 1939 году, официальный статус получил флаг Монреаля, эскиз которого основан на рисунке герба. В 1981 году герб разделил место эмблемы города с современным логотипом. В 2017 году была добавлена ель в центр щита.